# Pettigrew Scarp
Pettigrew Scarp ist eine annähernd 800 m lange Geländestufe im Süden von Annenkov Island vor der Südküste Südgeorgiens. Im Südwesten wird sie durch einen Gebirgskamm, im Nordosten durch drei Felsnadeln begrenzt.
Das UK Antarctic Place-Names Committee benannte sie 1977 nach Timothy Hugh Pettigrew (* 1949), Geologe des British Antarctic Survey, der von 1972 bis 1973 auf Annenkov Island tätig war.